# ماو دايتشي
مايومي موريتا (باليابانية: 森田 真裕美) المعروفة باسم ماو دايتشي؛ هي ممثلة يابانية. ولدت في 5 فبراير 1956 في ساموتو، اليابان.

## روابط خارجية
- ماو دايتشي على موقع IMDb (الإنجليزية)
- ماو دايتشي على موقع ميوزك برينز (الإنجليزية)
- ماو دايتشي على موقع أول موفي (الإنجليزية)
- ماو دايتشي على موقع ديسكوغز (الإنجليزية)
- ماو دايتشي على موقع قاعدة بيانات الفيلم (الإنجليزية)
- ماو دايتشي على موقع ANN person (الإنجليزية)